# فهرست قنات‌های شهرستان قوچان
جدول زیر بر اساس آمار وزارت جهاد کشاورزی تهیه شده‌است. فهرست زیر قنات‌های شهرستان قوچان در استان خراسان رضوی را نشان می‌دهد.
| نام قنات           | موقعیت                  | نزدیک‌ترین روستا  | طول قنات (متر) | تعداد میله چاه | عمق مادر چاه | دبی (لیتر بر ثانیه) | سطح زیر کشت (هکتار) |
| ------------------ | ----------------------- | ---------------- | -------------- | -------------- | ------------ | ------------------- | ------------------- |
| آبشورگلشناباد      | بخش مرکزی شهرستان قوچان | گلشن‌آباد         | ۳۰۰۰           | ۱۰             | ۳۵           | ۱۵                  | ۱۲۰                 |
| اترآباد            | بخش مرکزی شهرستان قوچان | حصارشغل‌آباد      | ۱۵۰۰           | ۵۰             | ۲۳           | ۱۵                  | ۴۰                  |
| اترآباد            | بخش مرکزی شهرستان قوچان | شغل‌آباد          | ۱۷۵۰           | ۶۰             | ۴۵           | ۱۰                  | ۴۵                  |
| ارجین‌آباد          | بخش مرکزی شهرستان قوچان | ارجین‌آباد        | ۴۵۰            | ۱۲             | ۱۵           | ۱۰                  | ۳۰                  |
| استانه             | بخش مرکزی شهرستان قوچان | علی‌آباد          | ۲۰۰۰           | ۳۵             | ۳۰           | ۲۰                  | ۷۰                  |
| اسماعیل‌آباد        | بخش مرکزی شهرستان قوچان | شغل‌آباد          | ۲۰۰۰           | ۶۸             | ۳۵           | ۸                   | ۳۵                  |
| اقکاریز            | بخش مرکزی شهرستان قوچان | اقکاریز          | ۲۰۰۰           | ۱۰۰            | ۴۰           | ۱۵                  | ۱۰۰                 |
| الاتمان            | بخش مرکزی شهرستان قوچان | الاتمان          | ۱۸۰۰           | ۲۲             | ۲۰           | ۵                   | ۳۰                  |
| الاداش             | بخش مرکزی شهرستان قوچان | سلیم‌آباد         | ۳۰۰            | ۱۱             | ۲۰           | ۱۵                  | ۴۰                  |
| الاراش             | بخش مرکزی شهرستان قوچان | جرتوده           | ۳۰۰            | ۲۰             | ۲۰           | ۲۰                  | ۱۵                  |
| الماجق             | بخش مرکزی شهرستان قوچان | الماجق           | ۳۰۰۰           | ۱۱۰            | ۷۵           | ۲۲                  | ۱۵۰                 |
| الیاس‌آباد          | بخش مرکزی شهرستان قوچان | داود لی          | ۸۰۰            | ۳۰             | ۲۰           | ۱۲                  | ۳۰                  |
| امین‌آباد           | بخش مرکزی شهرستان قوچان | قلعه عباس        | ۱۵۰۰           | ۱۶             | ۸۰           | ۸                   | ۵۰                  |
| اندرزی             | بخش مرکزی شهرستان قوچان | اندرزی           | ۲۲۰۰           | ۶۰             | ۴۵           | ۱۵                  | ۲۵                  |
| باغ تپه            | بخش مرکزی شهرستان قوچان | داود لی          | ۲۰۰۰           | ۴۵             | ۳۵           | ۱۲                  | ۱۰                  |
| بحجت‌آباد           | بخش مرکزی شهرستان قوچان | سلیم‌آباد         | ۱۰۰۰           | ۳۰             | ۱۹           | ۲۵                  | ۱۰۰                 |
| بناجوزبالا         | بخش مرکزی شهرستان قوچان | بینابید          | ۵۰             | ۶              | ۸            | ۳                   | ۰                   |
| بهجت‌آباد           | بخش مرکزی شهرستان قوچان | سلیم‌آباد         | ۱۰۰۰           | ۳۰             | ۱۹           | ۲۰                  | ۱۰۰                 |
| بینابید            | بخش مرکزی شهرستان قوچان | بینابید          | ۳۰۰            | ۱۲             | ۲۰           | ۳                   | ۶۰                  |
| بینابید            | بخش مرکزی شهرستان قوچان | بینابید          | ۳۵۰            | ۱۲             | ۱۸           | ۸                   | ۳۵                  |
| بیک نظر            | بخش مرکزی شهرستان قوچان | بیک نظر          | ۲۷۰۰           | ۵۲             | ۷۵           | ۱۵                  | ۴۵                  |
| تلخ بند            | بخش مرکزی شهرستان قوچان | داود لی          | ۱۰۰۰           | ۲۵             | ۴۰           | ۱۵                  | ۱۵۰                 |
| جوجو               | بخش مرکزی شهرستان قوچان | داود لی          | ۱۶۰۰           | ۳۵             | ۳۵           | ۱۲                  | ۱۰                  |
| حاجی برات          | بخش مرکزی شهرستان قوچان | کلاته حاجی برات  | ۹۰۰            | ۳۵             | ۴۰           | ۱۵                  | ۴۰                  |
| حاجی علیداد        | بخش مرکزی شهرستان قوچان | کلاته علیداد     | ۲۲۰۰           | ۵۰             | ۳۵           | ۱۲                  | ۳۰                  |
| حاجی‌آباد           | بخش مرکزی شهرستان قوچان | داغیان           | ۵۰۰            | ۵۰             | ۱۸           | ۲۰                  | ۹۵                  |
| حسن‌آباد            | بخش مرکزی شهرستان قوچان | هی هی            | ۱۶۰۰           | ۵۰             | ۱۲           | ۲                   | ۲۹۰                 |
| حسن‌آباد            | بخش مرکزی شهرستان قوچان | بیک نظر          | ۱۶۰۰           | ۵۰             | ۷۵           | ۱۵                  | ۴۰                  |
| حسن‌آباد            | بخش مرکزی شهرستان قوچان | حسن‌آباد          | ۳۰۰۰           | ۱۰۰            | ۳۰           | ۱۵                  | ۸۰                  |
| حسین‌آباد           | بخش مرکزی شهرستان قوچان | جعفرآباد         | ۶۰۰۰           | ۱۵۰            | ۶۰           | ۲۰                  | ۱۶۰                 |
| حسین‌آباد           | بخش مرکزی شهرستان قوچان | جعفرآباد         | ۵۰۰۰           | ۱۳۰            | ۴۰           | ۲۰                  | ۱۵۰                 |
| حسین‌آباد           | بخش مرکزی شهرستان قوچان | فخرآباد          | ۳۰۰۰           | ۴۵             | ۵۵           | ۶                   | ۵۵۰                 |
| حصار               | بخش مرکزی شهرستان قوچان | حصار             | ۳۵۰۰           | ۷۷             | ۵۰           | ۱۸                  | ۵۵                  |
| خلیل‌آباد           | بخش مرکزی شهرستان قوچان | جعفرآباد         | ۱۷۰۰           | ۵۵             | ۴۰           | ۱۰                  | ۵۰                  |
| خیرآباد            | بخش مرکزی شهرستان قوچان | خیرآباد          | ۳۵۰۰           | ۷۰             | ۶۰           | ۲۰                  | ۳۵                  |
| خیرآباد            | بخش مرکزی شهرستان قوچان | خیرآباد          | ۳۵۰۰           | ۱۳۰            | ۳۰           | ۱۲                  | ۳۰                  |
| خیرآباد            | بخش مرکزی شهرستان قوچان | خیرآباد          | ۱۰۰۰           | ۴۵             | ۱۵           | ۱۵                  | ۶۰                  |
| دقرز‌آباد           | بخش مرکزی شهرستان قوچان | شغل‌آباد          | ۱۲۰۰           | ۴۲             | ۲۷           | ۵                   | ۱۵                  |
| دونخ               | بخش مرکزی شهرستان قوچان | کلاته ملو        | ۱۳۰            | ۱۰             | ۸            | ۵                   | ۱۲                  |
| دیزاوند            | بخش مرکزی شهرستان قوچان | دیزاوند          | ۱۳۰۰           | ۸              | ۲۵           | ۱۵                  | ۵۰                  |
| رحیم‌آباد           | بخش مرکزی شهرستان قوچان | جرتوده           | ۱۵۰۰           | ۵۰             | ۱۲           | ۱۵                  | ۴۰                  |
| رستم‌آباد           | بخش مرکزی شهرستان قوچان | تقی‌آباد          | ۱۵۰۰           | ۱۸             | ۲۵           | ۱۵                  | ۶۰                  |
| سالار              | بخش مرکزی شهرستان قوچان | جرتوده           | ۱۰۰۰           | ۲۵             | ۲۰           | ۱۰                  | ۱۷                  |
| سعدآباد            | بخش مرکزی شهرستان قوچان | میرزا رجب        | ۱۵۰۰           | ۵۵             | ۱۵           | ۸                   | ۲۵                  |
| سلطان‌آباد          | بخش مرکزی شهرستان قوچان | شغل‌آباد          | ۱۸۰۰           | ۶۵             | ۷۰           | ۱۰                  | ۵۵                  |
| سلطان‌آباد          | بخش مرکزی شهرستان قوچان | شغل‌آباد          | ۲۰۰۰           | ۲۰۰            | ۱۳           | ۵                   | ۱۷۵                 |
| سمنگان             | بخش مرکزی شهرستان قوچان | کلاته احمد       | ۲۰۰            | ۶              | ۱۴           | ۲۰                  | ۴۰                  |
| سمنگان پائین       | بخش مرکزی شهرستان قوچان | کلاته احمد       | ۲۰۰            | ۵              | ۸            | ۳                   | ۵۰                  |
| سهل‌آباد            | بخش مرکزی شهرستان قوچان | سهل‌آباد          | ۲۲۰۰           | ۶۰             | ۴۵           | ۱۰                  | ۳۰                  |
| شاهرضا             | بخش مرکزی شهرستان قوچان | جرتوده           | ۸۰۰            | ۲۵             | ۱۶           | ۱۵                  | ۲۴                  |
| شاه‌آباد            | بخش مرکزی شهرستان قوچان | کلر              | ۱۰۰۰           | ۶۰             | ۲۰           | ۸                   | ۲۰۰                 |
| شرشرآباد           | بخش مرکزی شهرستان قوچان | شهرکهنه          | ۲۵۰۰           | ۱۷۰            | ۲۵           | ۲۰                  | ۶۰                  |
| شفیع               | بخش مرکزی شهرستان قوچان | شفیع             | ۶۵۰            | ۲۲             | ۶۵           | ۵                   | ۸۰                  |
| شور کلاته          | بخش مرکزی شهرستان قوچان | شفیع             | ۴۰۰۰           | ۸۰             | ۳۸           | ۱۵                  | ۶۰                  |
| شورچه              | بخش مرکزی شهرستان قوچان | شورچه            | ۱۴۰۰           | ۴۶             | ۶۵           | ۱۲                  | ۴۰                  |
| شورچه              | بخش مرکزی شهرستان قوچان | شورچه            | ۴۰۰۰           | ۱۱۰            | ۲            | ۶                   | ۲۵                  |
| طاس خانه           | بخش مرکزی شهرستان قوچان | قلعه عباس        | ۵۰۰            | ۲۵             | ۲۰           | ۵                   | ۲۵                  |
| عسگرآباد           | بخش مرکزی شهرستان قوچان | عسگرآباد         | ۲۵۰۰           | ۸۵             | ۱۶           | ۲۰                  | ۲۵۶                 |
| عظیم               | بخش مرکزی شهرستان قوچان | کلاته عظیم       | ۳۵۰۰           | ۱۰             | ۲۵           | ۵                   | ۲۵                  |
| علا خان            | بخش مرکزی شهرستان قوچان | ابگرگ            | ۵۰۰            | ۱۰             | ۳۵           | ۱۸                  | ۴۰                  |
| علی لال            | بخش مرکزی شهرستان قوچان | علی‌آباد          | ۸۰۰            | ۱۸             | ۳۵           | ۷                   | ۱۰۰                 |
| عوض علی            | بخش مرکزی شهرستان قوچان | داود لی          | ۳۰۰            | ۵              | ۲۵           | ۵                   | ۲۰                  |
| فاضل‌آباد           | بخش مرکزی شهرستان قوچان | گنبد حق          | ۱۷۰۰           | ۳۰             | ۲۰۰          | ۱۲                  | ۸۰                  |
| فتح‌آباد            | بخش مرکزی شهرستان قوچان | زیدانلو          | ۷۰۰            | ۵۰             | ۱۷           | ۱۵                  | ۳۰                  |
| فخرآباد            | بخش مرکزی شهرستان قوچان | فخرآباد          | ۱۸۰۰           | ۳۰             | ۴۵           | ۷                   | ۲۰۰                 |
| فیروز‌آباد          | بخش مرکزی شهرستان قوچان | فیروز‌آباد        | ۵۰۰۰           | ۲۰۰            | ۵۰           | ۱۰                  | ۳۵                  |
| فیض‌آباد            | بخش مرکزی شهرستان قوچان | داودی            | ۱۵۰۰           | ۲۰             | ۴۰           | ۱۵                  | ۲۶۰                 |
| فیلاب              | بخش مرکزی شهرستان قوچان | فیلاب            | ۳۰۰۰           | ۱۱۰            | ۱۳           | ۱۰                  | ۱۰۰                 |
| قره قاتان          | بخش مرکزی شهرستان قوچان | زیدانلو          | ۶۰۰            | ۲۰             | ۱۲           | ۵                   | ۳۰                  |
| قره چاه            | بخش مرکزی شهرستان قوچان | قره چاه          | ۳۵۰            | ۱۵             | ۳۵           | ۸                   | ۳۵                  |
| قره چه‌آباد         | بخش مرکزی شهرستان قوچان | جعفرآباد         | ۲۰۰۰           | ۶۰             | ۳۰           | ۵                   | ۶۵                  |
| قرچه محمدآباد      | بخش مرکزی شهرستان قوچان | محمدآباد بلوریان | ۵۰۰۰           | ۲۰۰            | ۳۰           | ۱۲                  | ۱۰۰                 |
| قشقه               | بخش مرکزی شهرستان قوچان | کلاته ملو        | ۱۲۰            | ۵۰             | ۸            | ۵                   | ۱۲                  |
| قمرشاق             | بخش مرکزی شهرستان قوچان | زیدانلو          | ۱۵۰۰           | ۴۰             | ۲۵           | ۱۵                  | ۱۰۰                 |
| قنبرآباد           | بخش مرکزی شهرستان قوچان | قنبرآباد         | ۵۲۰۰           | ۱۳۰            | ۶۵           | ۲۰                  | ۱۵                  |
| محب سراج           | بخش مرکزی شهرستان قوچان | محب سراج         | ۲۰۰۰           | ۵۲             | ۶۰           | ۱۵                  | ۶۰                  |
| محمدآباد           | بخش مرکزی شهرستان قوچان | بیگلر            | ۲۰۰۰           | ۵۰             | ۱۹           | ۲۰                  | ۳۰                  |
| محمدآباد           | بخش مرکزی شهرستان قوچان | فخرآباد          | ۳۵۰۰           | ۷۰             | ۹۵           | ۰                   | ۲۰۰                 |
| محمودی             | بخش مرکزی شهرستان قوچان | محمودی           | ۲۰۰۰           | ۵۰             | ۲۵           | ۱۵                  | ۲۰                  |
| مرزی‌آباد           | بخش مرکزی شهرستان قوچان | دیزاوند          | ۱۵۰۰           | ۱۵             | ۲۵           | ۱۰                  | ۲۰                  |
| مستوفی زالابا      | بخش مرکزی شهرستان قوچان | علی‌آباد          | ۳۰۰۰           | ۳۵             | ۳۰           | ۱۰                  | ۸۰                  |
| معمارزاده          | بخش مرکزی شهرستان قوچان | علی‌آباد          | ۱۵۰۰           | ۲۰             | ۲۵           | ۳                   | ۳۰                  |
| ملک شهر کهنه       | بخش مرکزی شهرستان قوچان | شهر کهنه         | ۳۰۰۰           | ۱۵۰            | ۱۶           | ۴۰                  | ۱۵۰                 |
| ملک‌آباد            | بخش مرکزی شهرستان قوچان | جرتوده           | ۲۰۰۰           | ۳۰             | ۱۸           | ۱۵                  | ۲۰                  |
| منزل‌آباد           | بخش مرکزی شهرستان قوچان | زیدانلو          | ۱۵۰۰           | ۴۰             | ۲۵           | ۱۰                  | ۲۰                  |
| مهدی‌آباد           | بخش مرکزی شهرستان قوچان | ابگرگ            | ۸۰۰            | ۱۳             | ۲۴           | ۱۰                  | ۲۰                  |
| میان کال           | بخش مرکزی شهرستان قوچان | بیگلر            | ۸۰۰            | ۲۵             | ۱۵           | ۱۵                  | ۱۸                  |
| میرآباد            | بخش مرکزی شهرستان قوچان | شورچه            | ۲۸۰۰           | ۹۰             | ۲۰           | ۱۰                  | ۱۵                  |
| میرزا رجب          | بخش مرکزی شهرستان قوچان | میرزا رجب        | ۲۲۰۰           | ۳۵             | ۴۳           | ۱۵                  | ۲۴                  |
| هاشم‌آباد           | بخش مرکزی شهرستان قوچان | زیدانلو          | ۱۴۰۰           | ۵۴             | ۱۸           | ۱۰                  | ۲۰                  |
| پیش باغان          | بخش مرکزی شهرستان قوچان | زیدانلو          | ۴۰۰            | ۲۰             | ۲۰           | ۱۰                  | ۲۳                  |
| پیش قلعه           | بخش مرکزی شهرستان قوچان | کلر              | ۶۰۰            | ۱۵             | ۱۵           | ۸                   | ۱۵۰                 |
| چنبر غربال         | بخش مرکزی شهرستان قوچان | چنبر غربال       | ۳۵۰۰           | ۱۱۰            | ۳۰           | ۱۰                  | ۱۰۰                 |
| چهار باغ           | بخش مرکزی شهرستان قوچان | شفیع             | ۶۰۰            | ۲۵             | ۵۵           | ۱۵                  | ۲۵                  |
| چهارسوق            | بخش مرکزی شهرستان قوچان | چهارسوق          | ۶۰۰            | ۲۰             | ۸            | ۵                   | ۳۰                  |
| چوره               | بخش مرکزی شهرستان قوچان | ناوخ             | ۱۳۰۰           | ۱۵             | ۲۵           | ۱۵                  | ۸۰                  |
| چیتگر              | بخش مرکزی شهرستان قوچان | چیتگر            | ۱۲۰۰           | ۳۰             | ۳۵           | ۱۵                  | ۵۰                  |
| کاظم‌آباد           | بخش مرکزی شهرستان قوچان | برج              | ۱۳۰۰           | ۵۰             | ۹            | ۱۰                  | ۷۰                  |
| کلاته آشور         | بخش مرکزی شهرستان قوچان | اسلام‌آباد        | ۲۵۰۰           | ۵۰             | ۷۵           | ۱۰                  | ۸۰                  |
| کلاته احمد         | بخش مرکزی شهرستان قوچان | کلاته احمد       | ۷۵۰            | ۲۰             | ۱۴           | ۱۵                  | ۸۰                  |
| کلاته تاسخانه      | بخش مرکزی شهرستان قوچان | قلعه عباس        | ۵۰۰            | ۲۰             | ۵۵           | ۱۰                  | ۸۰                  |
| کلاته حجی          | بخش مرکزی شهرستان قوچان | دولو             | ۱۰۰۰           | ۱۵             | ۲۵           | ۱۰                  | ۶۰                  |
| کلاته حجی          | بخش مرکزی شهرستان قوچان | دولو             | ۱۵۰۰           | ۰              | ۲۰           | ۰                   | ۲۵                  |
| کلاته حسین         | بخش مرکزی شهرستان قوچان | جرتوده           | ۷۵۰            | ۲۵             | ۲۰           | ۱۲                  | ۱۵                  |
| کلاته حسین         | بخش مرکزی شهرستان قوچان | جرتوده           | ۷۰۰            | ۲۰             | ۱۵           | ۵                   | ۱۰۰                 |
| کلاته خوکه         | بخش مرکزی شهرستان قوچان | ابگرگ            | ۵۰۰            | ۱۶             | ۱۶           | ۳                   | ۶۰                  |
| کلاته رضا          | بخش مرکزی شهرستان قوچان | کلاته رضا        | ۶۵۰            | ۵۰             | ۵۰           | ۱۵                  | ۶۰                  |
| کلاته زمان         | بخش مرکزی شهرستان قوچان | کلاته زمان       | ۱۳۰۰           | ۵۰             | ۱۷           | ۵                   | ۱۳                  |
| کلاته سفیدجان      | بخش مرکزی شهرستان قوچان | ابگرگ            | ۲۰۰            | ۴              | ۲۰           | ۱۲                  | ۷۰                  |
| کلاته شور          | بخش مرکزی شهرستان قوچان | کلاته ملو        | ۳۰۰            | ۱۱             | ۸            | ۵                   | ۱۵                  |
| کلاته عاشق         | بخش مرکزی شهرستان قوچان | دیزاوند          | ۶۰۰            | ۱۰             | ۲۵           | ۵                   | ۲۵                  |
| کلاته عباساباد     | بخش مرکزی شهرستان قوچان | بینابید          | ۱۵۰            | ۵              | ۶            | ۱                   | ۱۲                  |
| کلاته علی خان      | بخش مرکزی شهرستان قوچان | آبشور            | ۲۴۰            | ۱۲             | ۹            | ۱۲                  | ۱۲                  |
| کلاته قلی          | بخش مرکزی شهرستان قوچان | ابگرگ            | ۸۰۰            | ۱۷             | ۴۰           | ۸                   | ۵۰                  |
| کلاته محمدرضا      | بخش مرکزی شهرستان قوچان | محمدآباد سفلی    | ۳۰۰۰           | ۱۰۰            | ۵۰           | ۸                   | ۵۰                  |
| کلاته مرتضی        | بخش مرکزی شهرستان قوچان | ناوخ             | ۱۵۰۰           | ۱۵             | ۲۵           | ۱۲                  | ۴۰                  |
| کلاته مردان        | بخش مرکزی شهرستان قوچان | دولو             | ۱۰۰۰           | ۲۲             | ۴۰           | ۸                   | ۳۰                  |
| کلاته مهرآباد      | بخش مرکزی شهرستان قوچان | قلعه عباس        | ۱۵۰۰           | ۱۵             | ۷۰           | ۲                   | ۴۰                  |
| کلاته موسی خان     | بخش مرکزی شهرستان قوچان | کلاته ملو        | ۶۵۰            | ۳۰             | ۶۵           | ۸                   | ۱۵۰                 |
| کلاته موسی خان     | بخش مرکزی شهرستان قوچان | کلاته ملو        | ۶۵۰            | ۳۰             | ۰            | ۵                   | ۶۰                  |
| کلاته نجف          | بخش مرکزی شهرستان قوچان | اسلام‌آباد        | ۳۰۰۰           | ۹۵             | ۸۰           | ۱۳                  | ۱۰۰                 |
| کلاته هجمی         | بخش مرکزی شهرستان قوچان | دولو             | ۱۰۰۰           | ۱۸             | ۲۵           | ۱۰                  | ۶۰                  |
| کلاته کاظم         | بخش مرکزی شهرستان قوچان | علی‌آباد          | ۱۰۰۰           | ۱۲             | ۲۵           | ۵                   | ۲۵                  |
| کلاته کاظم         | بخش مرکزی شهرستان قوچان | جرتوده           | ۲۰۰۰           | ۳۰             | ۱۶           | ۱۰                  | ۲۰                  |
| کلوخی              | بخش مرکزی شهرستان قوچان | کلوخی            | ۲۰۰۰           | ۳۷             | ۱۵           | ۶                   | ۳۰۰                 |
| کمال‌آباد           | بخش مرکزی شهرستان قوچان | قلعه عباس        | ۲۰۰۰           | ۳۰             | ۸۰           | ۲                   | ۴۰                  |
| کور چشمه           | بخش مرکزی شهرستان قوچان | جرتوده           | ۶۰۰            | ۲۰             | ۱۶           | ۱۵                  | ۳۰                  |
| کوراولنگ           | بخش مرکزی شهرستان قوچان | بینابید          | ۳۰۰            | ۱۵             | ۲۰           | ۱                   | ۱۰                  |
| کوشکزار            | بخش مرکزی شهرستان قوچان | آق کاریز         | ۶۰۰۰           | ۱۲۰            | ۷۵           | ۱۵                  | ۱۰۰                 |
| گلشن‌آباد           | بخش مرکزی شهرستان قوچان | گلشن‌آباد         | ۸۵۰            | ۱۰             | ۵۰           | ۱۲                  | ۴۰                  |
| گنبد جق            | بخش مرکزی شهرستان قوچان | گنبد جق          | ۳۰۰۰           | ۳۷             | ۲۵           | ۵                   | ۵۰                  |
| گندکول             | بخش مرکزی شهرستان قوچان | داود لی          | ۲۰۰۰           | ۳۵             | ۳۵           | ۱۰                  | ۵۰                  |
| گوجه               | بخش مرکزی شهرستان قوچان | گوجه             | ۴۰۰۰           | ۱۳۰            | ۴۰           | ۱                   | ۱۲۰                 |
| یزداناباد علیا     | بخش مرکزی شهرستان قوچان | یزدان‌آباد علیا   | ۲۰۰۰           | ۸۰             | ۱۶           | ۱۶                  | ۴۰                  |
| یزدان‌آباد          | بخش مرکزی شهرستان قوچان | یزدان‌آباد        | ۱۵۰۰           | ۵۵             | ۷۵           | ۱۲                  | ۵۵                  |
| یساقی              | بخش مرکزی شهرستان قوچان | یساقی            | ۴۵۰            | ۱۲             | ۵۵           | ۱۰                  | ۲۵                  |
| یساولباشی          | بخش مرکزی شهرستان قوچان | کلاته یساولباشی  | ۷۵۰            | ۲۵             | ۶۵           | ۱۲                  | ۶۵                  |
| مزرج (خواجه فنجان) | بخش مرکزی شهرستان قوچان | مزرج             | 5000           | 65             | 110          | 10                  | 50                  |
| مزرج(جویبار)       | بخش مرکزی شهرستان قوچان | مزرج             | 4000           | 46             | 90           | 8                   | 65                  |